# Andrzej Ziemilski
Andrzej Ziemilski, właśc. Jan Andrzej Ziemilski (ur. 17 czerwca 1923 we Lwowie, zm. 29 kwietnia 2003 w Warszawie) – polski socjolog, pisarz, publicysta, dziennikarz, tłumacz, taternik, instruktor-wykładowca narciarski.

## Życiorys
Urodził się w 1923 we Lwowie. Jego ojciec, Benedykt Ziemilski, był lekarzem, a matka, Olga Askenase-Ziemilska, tłumaczką. W 1942 uciekając przed Sowietami wyjechał na Lubelszczyznę, a rok później podjął studia na tajnej Politechnice Warszawskiej. Wstąpił do batalionu Armii Krajowej „Parasol”, a w 1944 przeniósł się do I pułku Strzelców Podhalańskich AK. Należał do oddziału dywersyjnego „Ciupaga” w Poroninie. W latach 1946–1950 studiował socjologię na Uniwersytecie Warszawskim. Promotorem jego pracy magisterskiej był Stanisław Ossowski. Jego doktorat, „Stacje sportów zimowych w krajach alpejskich”, wydano w 1973 nakładem Instytutu Turystyki.
Opublikował kilkanaście książek, w tym publikacje naukowe poświęcone socjologii kultury i czasu wolnego, eseistykę, zbiory opowiadań, oraz przekłady (np. „Ucieczka od wolności” Ericha Fromma).
Był wieloletnim stałym felietonistą wielu dzienników, m.in. „Życia Warszawy”, „Rzeczpospolitej”, „Przeglądu Sportowego”.
Był współautorem, wraz z Tadeuszem Konwickim, Janem Strzeleckim i Tadeuszem Olszańskim, Nagrody Fair Play PKOl.
We wrześniu 2002 otrzymał nagrodę Warszawskiej Premiery Literackiej za tom „Znalezione nad jeziorem Wiartel”.
Z żoną Małgorzatą Dzieduszycką-Ziemilską miał dwóch synów.